# Graeae

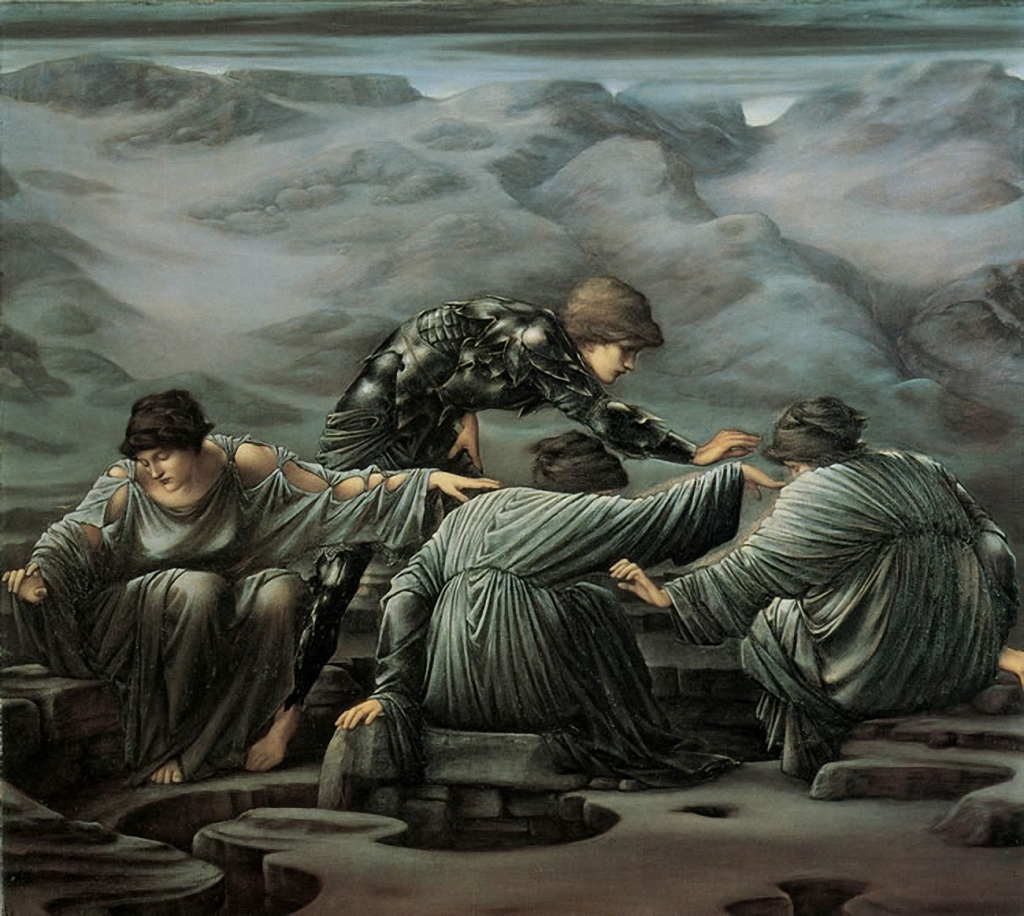
Perseus và Graeae (tranh của Edward Burne-Jones, 1892)

Trong thần thoại Hy Lạp, Graeae (tiếng Hy Lạp cổ đại: Γραῖαι; /ˈɡriːiː/, có nghĩa là "bà già"), là ba chị em nữ thần có mái tóc bạc từ khi sinh ra và dùng chung một con mắt và một cái răng. Có nguồn gốc từ biển cả, các Graeae là nhân cách hóa của bọt trắng trên những ngọn sóng.

## Thần thoại
Graeae đều là những người con gái của hai vị thần biển nguyên thủy, Phorcys và Ceto, do đó, Graeae cũng là chị em với các nữ quái tóc rắn Gorgon, nổi bật nhất là Medusa. Do là con của thần biển Phorcys nên các Graeae còn được gọi là Phorcides ("những đứa con của Phorcys").
Trong tác phẩm Thần hệ, nhà thơ Hēsíodos chỉ đề cập đến hai Graeae là Pemphredo (Πεμφρηδώ) (đôi khi được viết là Pephredo (Πεφρηδώ)) và Enyo (Ἐνυώ). Hēsíodos đã mô tả Graeae như sau:
“Ceto sinh cho Phorcys những Graeae với đôi má xinh đẹp, cùng làn tóc trắng muốt khi vừa mới lọt lòng. Do đó mà các vị thần và người phàm gọi họ là Graeae. Pemphredo choàng chiếc áo peplos lộng lẫy, còn Enyo choàng áo peplos màu nhụy hoa nghệ tây.”

Nhà soạn kịch Aeschylus đã nâng Graeae lên 3 người, khi ông thêm vào đó là Deino (Δεινώ, còn phiên âm là Dino). Trong vở Prometheus Bound, Aeschylus mô tả các Graeae có đầu và tay của một bà già, còn thân mình là của thiên nga. Pseudo-Apollodorus cũng đã thêm Dino vào nhóm Graeae này. Hyginus cũng ghi chú rằng, Dino cũng được gọi là Persis (Περσίς).
Bộ ba Graeae được cho là sống bên ngoài Hy Lạp, có thể là dưới dãy núi Atlas hoặc ở "dòng nước ngăn chia hai lục địa" (có thể là Biển Đỏ), có nhiệm vụ là canh giữ những người chị em Gorgon. Ba chị em Graeae sử dụng chung một con mắt và một cái răng. Nhân lúc các Graeae đang truyền nhau con mắt, Perseus đã lấy trộm mắt và ép họ phải nói ra nơi trú ngụ của các Gorgon, mục đích để giết Medusa.

## Ý nghĩa tên gọi
Theo Kerenyi, Enyo là một nữ thần chiến tranh, đại diện cho sự hỗn loạn trong chiến trận, thường đồng hành cùng Ares trong các trận đánh. Pemphredo thường gắn với những loài ong, tuy nhiên cái tên này có ý nghĩa là "người chỉ đường; thủ lĩnh", do bà ta là người đã dẫn đường cho anh hùng Perseus đến hang ổ của Medusa. Còn tên gọi của Deino lại mang hàm ý là "ghê sợ, kinh hãi".

## Trong văn hóa đại chúng
- Pemphredo, Enyo và Deino là những kẻ thù mà chú sâu Lex phải hạ gục để cứu Cassandra trong game Bookworm Adventures (quyển 1, chương 10).
- Trong phim Hercules (phim 1997), bộ ba vị thần Fates, những người quyết định vận mệnh con người, cũng dùng chung một con mắt, do được hợp nhất với bộ ba Graeae.